# Oligoneurus songyangensis
Oligoneurus songyangensis är en stekelart som beskrevs av He 2000. Oligoneurus songyangensis ingår i släktet Oligoneurus och familjen bracksteklar. Inga underarter finns listade i Catalogue of Life.